# Азимов, Акил Адылович
Акил Адылович Азимов (родился 21 мая 1946 года в городе Ташкент, УзССР) — деятель науки Республики Узбекистан, основатель патентно-информационной области Республики Узбекистан, ученый и изобретатель. Доктор технических наук. Обладатель звания «Самый искусный изобретатель» Всемирной организации интеллектуальной собственности.

## Биография
Азимов Акил Адылович родился 21 мая 1946 года в Ташкенте в семье интеллигентов. Его отец был первым председателем Комитета по статистике в Госкомстате мать работала в должности директора хлебозавода (СССР), а старшая сестра выбрала профессию врача. Среднее образование получил в школе № 46 города Ташкента.
Азимов обладал исключительным аналитическим складом ума, что проявлялось как в его научной деятельности, так и в управленческой работе. Он умел не только создавать новые технические решения и научные разработки, но и эффективно управлять процессами их внедрения и организации.
В 1968 году окончил Ташкентский политехнический институт по специальности «Автоматизация производственных процессов». После окончания института был призван на службу в армию и проходил службу на острове Сааремаа в составе ракетных войск, где как специалист с высшим образованием отслужил один год (1968—1969).
В 1978 году окончил Всесоюзный институт стандартизации и метрологии (Москва), а в 1997 году завершил обучение в Академии Всемирной организации интеллектуальной собственности (Женева, Швейцария).

## Карьера
Свою профессиональную деятельность Азимов начал в Среднеазиатском научно-исследовательском институте ирригации, где работал с 1970 по 1992 год. Здесь он прошёл путь от старшего инженера до заведующего лабораторией контрольно-измерительных приборов. Опыт работы в научно-исследовательской сфере позволил ему разработать уникальные методики измерения и контроля технических процессов.
С 1992 по 2008 год Азимов возглавлял Государственное патентное ведомство Республики Узбекистан. Под его руководством ведомство превратилось в современную организацию с развитой инфраструктурой и национальной системой охраны интеллектуальной собственности. Азимов сыграл ключевую роль в создании национальной патентной системы, разработке законодательства и повышении квалификации специалистов.

## Научная деятельность
Азимов активно занимался научной деятельностью, сосредоточив внимание на разработке измерительных приборов и патентно-информационных систем. Его работы включают:
- Разработку первичных измерительных преобразователей (ПИП), что позволило улучшить точность и надёжность измерительных систем.
- Создание струйных измерительных приборов расхода (СИПР), применяемых в промышленности и энергетике.
- Разработку методов систематизации и анализа патентной информации, что повысило эффективность патентного поиска и прогнозирования.
- Исследования в области классификации физических принципов преобразования и создания новых типов измерительных приборов.

### Кандидатская диссертация
Диссертация Акила Азимова была посвящена исследованию и разработке усовершенствованных проточных измерительных приборов (СИПР). В своей научной работе Азимов предложил классификацию принципов действия расходомеров, разработал их математические модели и методы оптимизации параметров..
Кроме того, он внедрил системный подход к использованию методов анализа патентной информации и инженерного прогнозирования. Практическая ценность его научной работы была подтверждена созданием новых типов СИПР и их внедрением на промышленных объектах..

### Докторская диссертация
Диссертация посвящена разработке методов оптимизации проектирования первичных измерительных преобразователей (ПИП). В исследовании предложен формализованный подход к выбору и оценке физических принципов преобразования (ФП), что обеспечивает создание более точных, надежных и экономически эффективных преобразователей..
Основные достижения включают:
- Методику классификации физических принципов преобразования (ФП).
- Алгоритмы количественной оценки этих принципов.
- Графическую модель для анализа направлений исследований.

Практическая ценность научной работы заключается в ускорении процесса проектирования первичных измерительных преобразователей (ПИП) и повышении их качества в различных измерительных системах.

### Научные работы
Азимов является автором 114 научных публикаций, 69 изобретений и 2 промышленных образцов. Его основные научные работы включают:
- Исследования в области автоматизации измерительных процессов.
- Научные статьи по вопросам патентного анализа и прогнозирования.
- Разработку методик оптимизации параметров измерительных приборов.
- Монографии по вопросам защиты интеллектуальной собственности.

## Государственная деятельность
С 1992 по 2008 год Азимов возглавлял Государственное патентное ведомство Республики Узбекистан. Под его руководством ведомство стало основной структурой по защите интеллектуальной собственности в стране. Азимов сыграл ключевую роль в следующих важных направлениях:
- Создание и внедрение национальной системы защиты интеллектуальной собственности, включая регистрацию изобретений, промышленных образцов, товарных знаков и полезных моделей.
- Принятие и адаптация нормативно-правовых документов, включая «Правила подготовки, подачи и рассмотрения заявки на регистрацию наименования места происхождения товара» (приказ № 52, 2002 год).[24].
- Внедрение системы электронной подачи заявок, что значительно упростило процесс регистрации объектов интеллектуальной собственности.
- Создание национальной базы данных патентной информации и организация патентной библиотеки для поддержки научно-исследовательской деятельности.
- Повышение квалификации специалистов, создание системы подготовки патентных поверенных и проведение учебных семинаров.

Под его руководством были разработаны программы по защите прав интеллектуальной собственности, предотвращению их нарушений и борьбе с контрафактной продукцией. Благодаря усилиям Азимова Узбекистан стал активным участником международного сообщества по защите интеллектуальной собственности.

## Международная деятельность
Азимов Акил Адылович внес значительный вклад в интеграцию Узбекистана в международную систему защиты интеллектуальной собственности:
- Под его руководством Узбекистан стал членом Всемирной организации интеллектуальной собственности (ВОИС) в 1991 году.
- Инициировал подписание более 20 международных соглашений и меморандумов о сотрудничестве в области интеллектуальной собственности.
- Представлял Узбекистан в качестве делегата в Бюджетном комитете ВОИС, обеспечивая активное участие страны в финансовых и стратегических вопросах.
- Организовал участие Узбекистана в более чем 30 международных конференциях и форумах по интеллектуальной собственности.
- Обеспечил участие страны в международных системах регистрации объектов интеллектуальной собственности, таких как Мадридская система международной регистрации товарных знаков и Гаагская система международной регистрации промышленных образцов.
- Начал переговоры с Евразийской патентной организацией (ЕАПО), что дало узбекским заявителям возможность защищать свои изобретения в государствах-участниках.
- Организовал более 15 международных семинаров и тренингов по вопросам интеллектуальной собственности с участием зарубежных экспертов.
- Внедрил систему обмена патентной информацией с зарубежными странами, что способствовало повышению уровня знаний узбекских специалистов.

## Семья
У Азимова трое детей, и все они продолжают профессиональный путь своего отца. Его старшая дочь Ситора работает во Франции как специалист по промышленной собственности. Сын Саидахмад занимает должность руководителя программ во Всемирной организации интеллектуальной собственности (ВОИС), продолжая международное наследие своего отца и представляя Узбекистан на международной арене. Младшая дочь Сайёра работает в Узбекистане в качестве патентного поверенного.
Азимов воспитал своих детей в духе уважения к знаниям и труду, что стало основой их профессионального успеха. Его дети не только продолжают дело отца, но и развивают новые направления в области интеллектуальной собственности.

## Награды и признание
•Заслуженный деятель науки Республики Узбекистан (1998).
•Золотая медаль ВОИС (2008).